# Jack Mezirow
Jack Mezirow (1923 - 24 septembre 2014) est un sociologue américain reconnu comme le fondateur dans les années 1970 du concept d'apprentissage transformationnel, l'une des théories de l'éducation des adultes les plus référencées.
Mezirow définit l’apprentissage transformationnel comme un processus continu et progressif par lequel les individus, à travers la réflexion critique et l’intégration de nouvelles informations et expériences, questionnent et transforment fondamentalement leur compréhension du monde et de leur personne.

## Carrière universitaire
Diplômé en Éducation pour adultes et sciences sociales à l'Université du Minnesota et en Éducation pour adultes à l'Université de Californie à Los Angeles, Jack Mezirov a été professeur émérite en Éducation des adultes et formation continue au Teachers College de l'Université Columbia où il fondera le programme de doctorat AEGIS (Adult Education Guided Intensive Study).
En étudiant le parcours de femmes souhaitant reprendre leurs études supérieures, Mezirow fait l'hypothèse que ces femmes ne se contentent pas d'appliquer d'anciennes méthodes d'apprentissage à de nouvelles situations, mais qu'elles découvrent la nécessité d'acquérir de nouvelles perspectives. Il identifie 10 étapes au sein de ce parcours de transformation.
L'approche de l'apprentissage transformationnel initiée par Mezirow introduit les nouvelles perspectives suivantes : 
- (1) l’apprentissage et le changement social sont ancrés dans la pratique ;
- (2) l'apprentissage à visée transformative est un processus de changement de regard impliquant une remise en question des cadres de références et des représentations ;
- (3) l'apprentissage comprend des dimensions cognitives, corporelles, sociales, éthiques et affectives ;
- (4) le contexte institutionnel, les pratiques sociales et les relations de pouvoir font partie intégrante des processus d'apprentissage.

Son travail s'est notamment inspiré de Paulo Freire et Jürgen Habermas.

## Publications
- 1990. Fostering Critical reflection in adulthood, Jossey-Bass Inc
- 1991. Transformative Dimensions of Adult Learning, Jossey-Bass Inc
- 2000. Learning as transformation: Critical Perspectives on a theory in Progress, Jossey-Bass Inc
- 2009. Transformative Learning in Practice: Insights from Community, Workplace and Education, Jossey-Bass Inc